# Gerhard Rose

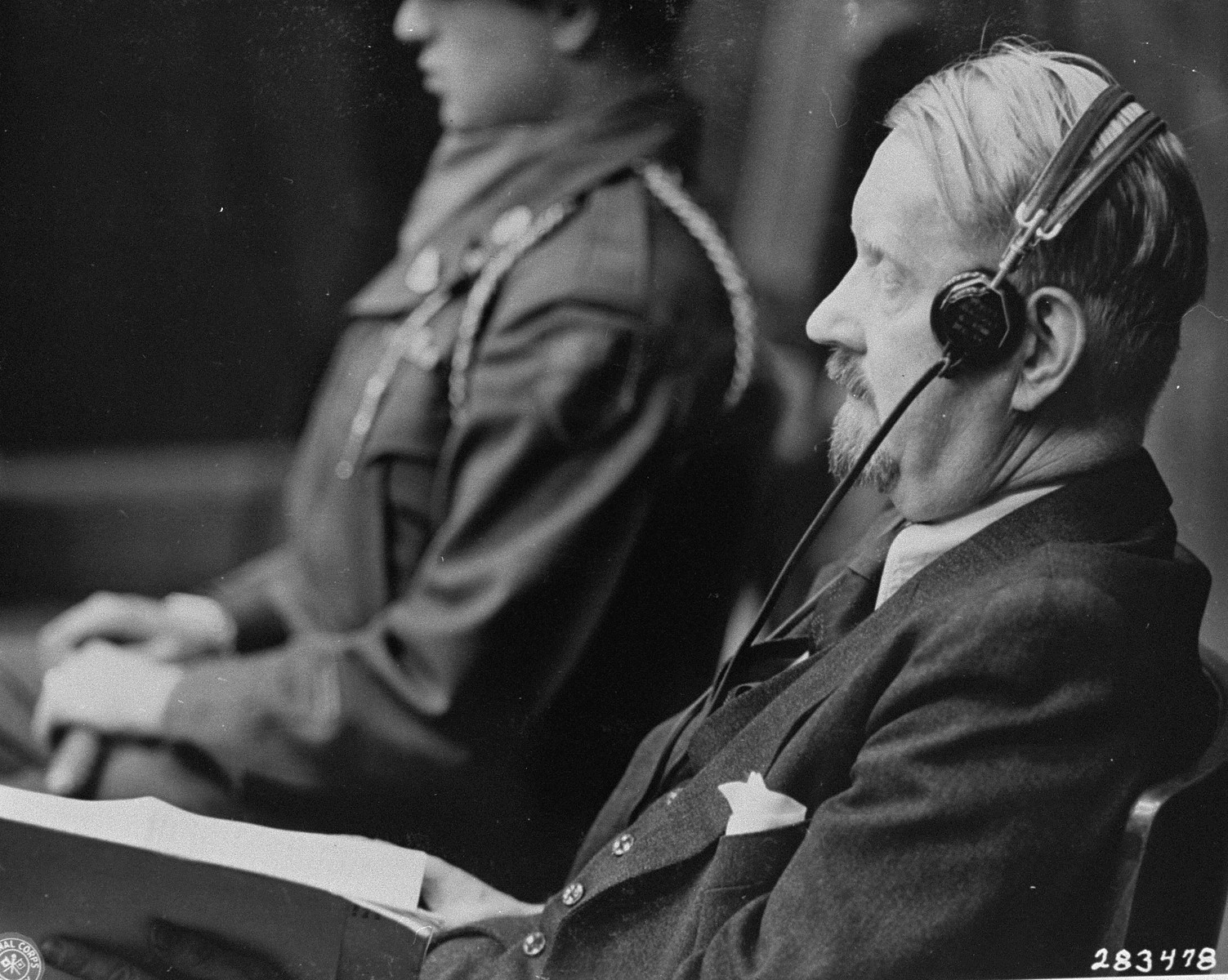
Gerhard Rose au procès des médecins, le 18 avril 1947.

Gerhard Rose, né le 30 novembre 1896 à Dantzig et décédé le 13 janvier 1992 à Obernkirchen est un médecin allemand spécialisé en médecine tropicale. Il a mené des expérimentations médicales dans les camps de concentration de Buchenwald et de Dachau et fut accusé de crime de guerre au cours du procès des médecins.

## Biographie
Le docteur Rose a étudié à l'université de Breslau et de l'université de Berlin puis, après avoir terminé ses études, il a travaillé à l'Institut Robert-Koch et l'Université de Heidelberg. Il a travaillé en Chine de 1929 à 1936.
En 1939, Rose est devenu un membre du corps médical de la Luftwaffe, où il est devenu un général de brigade. Pendant la guerre, il a effectué des expériences mortelles sur les prisonniers dans le camp de concentration de Buchenwald et de Dachau, où il a étudié le paludisme et le typhus. Plus de 1 200 prisonniers ont été infectés volontairement pour tester l'effet de vaccins au moyen de moustiques porteurs du virus ou d'injections de sang contaminé. Rose a été capturé par les troupes alliées le 8 mai 1945.
Au cours du procès des médecins de Nuremberg, il a été reconnu coupable de crimes de guerre et crimes contre l'humanité. Lors de son procès, le docteur Rose justifia le sacrifice des prisonniers au nom de la science afin de trouver un vaccin qui sauveraient plusieurs dizaines de milliers de vie. Condamné à la prison à vie, il a ensuite vu sa peine réduite à vingt ans. Il a été libéré de la prison de Landsberg en 1955.